# Un point c'est tout !
Un point c'est tout ! est une pièce de théâtre écrite par Laurent Baffie, créée en 2008 au théâtre du Palais Royal à Paris. 

## Synopsis
Un motard, un routier et six automobilistes hauts en couleur viennent passer un stage de deux jours de récupération de points du permis de conduire. Les deux moniteurs du stage vont avoir bien du mal à leur faire comprendre les dangers de la route, sans compter les retrouvailles des uns, les disputes des autres, les quiproquos et les caractères bien trempés des stagiaires.

## Distribution
- Patrick Préjean : Francis Verdier, l'instructeur du stage
- Alain Bouzigues : Bastien, le psychologue du stage
- Nicole Calfan : Emma de La Bruyère, née Gisèle Mouillard, l'intellectuelle
- Mado Maurin : Paulette, la vieille dame
- Mehdi El Glaoui (crédité sous le nom de Mehdi) : Saïd, le motard
- Jean-Guillaume Le Dantec : Jojo, le routier
- Jean-Yves Tual : Tom, le nain
- Stella Rocha : Roberta, le travesti brésilien
- Achille Ndari (crédité sous le nom de Hmcee) : Matt Briand, le rappeur
- François Deblock (crédité sous le nom de Frey Deblock) : Jules / Jim, les jeunes jumeaux

## Représentations
La pièce s'est jouée au théâtre du Palais-Royal, à Paris, du 18 septembre 2008 au 25 avril 2009.